# Ian Ferguson (football, 1967)
Pour les articles homonymes, voir Ian Ferguson.
Ian Ferguson (né le 15 mars 1967 à Glasgow, Écosse) est un footballeur international écossais, qui évoluait au poste de milieu de terrain, reconverti depuis la fin de sa carrière comme entraîneur. Il fait partie du Rangers FC Hall of Fame.

## Carrière en club
Il commença sa carrière à Clyde, son club formateur, et à St Mirren, pour qui il marqua le but victorieux (1-0) de la finale de la Coupe d'Écosse 1987 contre Dundee United. 
Neuf mois après sa victoire en Coupe d'Écosse, il s'engagea pour les Rangers FC pour un transfert de 850 000 £, ce qui constitue le record de transfert pour un joueur de St Mirren. Il passera dans le club protestant de Glasgow la plus grande partie de sa carrière, devenant un joueur clé du milieu du terrain. Il est l'un des trois seuls joueurs (avec Ally McCoist et Richard Gough) à avoir joué à chacune des neuf saisons où les Rangers FC furent neuf fois champion d'Écosse d'affilée (exploit connu sous le nom de Nine in a row). Il joua 336 matchs en tout pour les Rangers FC (dont 238 en championnat) pour 46 buts marqués (22 en championnat).
Il remporta en tout dix titres de champion d'Écosse, soit le deuxième plus haut total derrière Bobby Lennox du Celtic FC, qui en a gagné onze. 
Alors qu'il était un élément clé de l'équipe sous les règnes de Graeme Souness et Walter Smith, il joua de moins en moins à la suite de l'arrivée de Dick Advocaat comme manageur du club. Cela l'incita à changer de club, pour partir d'abord à Dunfermline Athletic, puis en A-League en Australie, où il finit sa carrière de joueur.

## Carrière internationale
Brian Kerr connut neuf sélections avec l'Écosse.

## Palmarès
- avec St Mirren :
  - Coupe d'Écosse : 1 (1987)

- avec les Rangers FC :
  - Champion d'Écosse : 10 (1988-1989, 1989-1990, 1990-1991, 1991-1992, 1992-1993, 1993-1994, 1994-1995, 1995-1996, 1996-1997, 1998-1999)
  - Coupe d'Écosse : 5 (1992, 1993, 1996, 1999, 2000)
  - Coupe de la Ligue écossaise : 6 (1989, 1991, 1993, 1994, 1997, 1999)